# 국가정보대학원
국가정보대학원(國家情報大學院)은 국가안전보장에 관련되는 정보·보안 및 범죄수사 분야에 관한 학술을 교수·연구하고, 국가정보원 직원의 직무수행능력을 향상시키며, 국가기본정보정책 및 전략을 연구·분석·개발하기 위하여 국가정보원의 교육 시설이다.

## 정보
외교관을 비롯한 공공기관 담당자가 국가사이버안전센터 전문 요원, 산·학·연 전문가로부터 국내외 사이버테러 피해사례와 정세를 분석하고 피해 예방과 탐지, 복구에 필요한 실무 기술을 교육받는 곳이다.
원래 서울특별시 동대문구 이문동에 있었으나, 2002년 11월 경기도 성남시 분당구 석운동으로 이전했다. 2011년 11월 22일에는 국가정보대학원 설치법이 폐지되었다.